# Штеровка
Штеровка (укр. Штерівка) — посёлок в Луганской области Украины, подчинён городскому совету города Красный Луч. Находится под контролем Луганской Народной Республики.

## География
К северо-востоку от населённого пункта находится Елизаветинское водохранилище.
Соседние населённые пункты: село Никитовка на северо-западе, город Петровское на юго-западе, посёлки Степовое на юге, Малониколаевка на востоке, Солнечное на севере.

## История
Поселение известно с начала XVIII века. Основано в 1723 году сербским полковником П. И. Штеричем на правах ранговой дачи.
Советская власть была установлена в ноябре 1917 года. В 1919 году председатель Совета крестьянских депутатов Я. Р. Дробот и председатель комбеда Е. О. Носко были расстреляны деникинцами.
На фронтах Великой Отечественной войны сражались 287 жителей, более 100 из них погибли, 248 награждены орденами и медалями. Во время нацистской оккупации в доме А. П. Бурлака находилась явочная квартира членов Ивановского партизанского отряда; в 1942 году она расстреляна немцами.
Уроженка Штеровки В. П. Бондаренко, вывезенная на работы в Германию, участвовала в подполье «Братское содружество военнопленных», за что была заключена в лагерь «Освенцим», откуда её освободили воины Красной Армии.
В январе 1989 года численность населения составляла 1919 человек.
На 1 января 2013 года численность населения составляла 1273 человека.
На братской могиле воинов в парке установлен обелиск. В центре посёлка установлен памятник В. И. Ленину.

## Экономика и социальная сфера
Большинство жителей работают в г. Петровское и пгт. Малониколаевка.
Имеется 9-летняя школа, клуб, 2 библиотеки (17000 томов), фельдшерско-акушерский пункт, 17 магазинов,3 аптеки, отделение связи, сберкасса.

## Транспорт
Посёлок расположен в 7 км от ж.-д. станции Петровеньки (на линии Чернухино — Должанская).